# منتخب بلجيكا لهوكي الجليد للناشئين
منتخب بلجيكا لهوكي الجليد للناشئين هو ممثل بلجيكا الرسمي في المنافسات الدولية في هوكي الجليد للناشئين
.